# E poi c'è Cattelan
E poi c'è Cattelan (abbreviato anche in EPCC o con l'hashtag #EPCC) è stato un programma televisivo italiano di genere talk show e varietà condotto da Alessandro Cattelan, trasmesso in seconda serata dal 2014 al 2018 e successivamente in prima serata fino al 2020 su Sky Uno.
Il programma è ispirato ai late-night talk show statunitensi come The Late Show with Stephen Colbert e The Tonight Show Starring Jimmy Fallon, e vede Cattelan intervistare numerosi ospiti, molti dei quali prendono parte a scene comiche e parodistiche.
Le ultime due stagioni son state trasmesse dagli IdeaStudios a Milano (precedentemente il programma veniva realizzato nello Studio 2 di Sky Italia a Rogoredo mentre lo spin-off A teatro presso il Teatro Franco Parenti di Milano).
Nella trasmissione vi è stata la house band: gli Street Clerks, ex-concorrenti di X Factor.
Con il passaggio di Cattelan da Sky alla Rai, il format viene riproposto dal 2022 con il titolo Stasera c'è Cattelan su Rai 2.

## Edizioni
| Edizioni | Rete    | Puntate | Inizio           | Fine           | Studi di registrazione             |
| -------- | ------- | ------- | ---------------- | -------------- | ---------------------------------- |
| 1ª       | Sky Uno | 7       | 27 marzo 2014    | 15 maggio 2014 | Studio 2 di Sky Italia a Rogoredo. |
| 2ª       | Sky Uno | 12      | 29 gennaio 2015  | 16 aprile 2015 | Studio 2 di Sky Italia a Rogoredo. |
| 3ª       | Sky Uno | 18      | 28 gennaio 2016  | 26 maggio 2016 | Studio 2 di Sky Italia a Rogoredo. |
| 4ª       | Sky Uno | 45      | 16 febbraio 2017 | 5 maggio 2017  | Studio 2 di Sky Italia a Rogoredo. |
| 5ª       | Sky Uno | 40      | 22 gennaio 2018  | 29 marzo 2018  | Studio 2 di Sky Italia a Rogoredo. |
| 6ª       | Sky Uno | 7       | 11 aprile 2019   | 30 maggio 2019 | Studio F di IdeaStudios a Milano   |
| 7ª       | Sky Uno | 12      | 7 aprile 2020    | 23 giugno 2020 | Studio F di IdeaStudios a Milano   |

## Audience
| Edizione | Rete televisiva | Anno | Stagione          | Programmazione | Programmazione | Programmazione | Programmazione | Programmazione | Programmazione | Programmazione | Collocazione   | Telespettatori | Share |
| Edizione | Rete televisiva | Anno | Stagione          | L              | M              | M              | G              | V              | S              | D              | Collocazione   | Telespettatori | Share |
| -------- | --------------- | ---- | ----------------- | -------------- | -------------- | -------------- | -------------- | -------------- | -------------- | -------------- | -------------- | -------------- | ----- |
| 1ª       | Sky Uno         | 2014 | primavera         |                |                |                |                |                |                |                | Seconda serata | 180 091        | –     |
| 2ª       | Sky Uno         | 2015 | inverno-primavera | 269 163        |                |                |                |                |                |                | Seconda serata |                | –     |
| 3ª       | Sky Uno         | 2016 | inverno-primavera | 203 478        |                |                |                |                |                |                | Seconda serata |                | –     |
| 4ª       | Sky Uno         | 2017 | inverno-primavera |                |                |                |                | –              |                |                | Seconda serata |                | –     |
| 5ª       | Sky Uno         | 2018 | inverno-primavera |                |                |                |                | –              |                |                | Seconda serata |                | –     |
| 6ª       | Sky Uno         | 2019 | primavera         |                |                |                |                | Prima serata   | 142 000        | 0,57%          |                |                |       |
| 7ª       | Sky Uno         | 2020 | primavera-estate  |                |                | 138 000        | 0,4%           | Prima serata   |                |                |                |                |       |

## Sigle
La sigla del programma cambia ogni anno ed è ogni volta reinterpretata dagli Street Clerks; nell'ultima edizione andata in onda non era presente alcuna sigla.
| Stagione | Stagione | Titolo                             | Compositore/Gruppo    |
| -------- | -------- | ---------------------------------- | --------------------- |
| 1        | 1        | Hey Boy Hey Girl                   | The Chemical Brothers |
| 2        | ep. 1-6  | Right Here, Right Now              | Fatboy Slim           |
| 2        | ep. 7-13 | Rocksteady                         | The Bloody Beetroots  |
| 3        | ep. 1-17 | Silver Screen                      | Felix da Housecat     |
| 3        | ep. 18   | La vitamina                        | Street Clerks         |
| 4        | 4        | La settimana di E Poi C'è Cattelan | Street Clerks         |
| 5        | 5        | Cosa guardi stasera?               | Street Clerks         |

## Puntate e ascolti

### Prima stagione (2014)
Il 27 marzo 2014 il talk-show debutta in seconda serata, totalizzando 205 000 telespettatori e l'1,02% di share. La prima stagione televisiva va in diretta per 8 puntate il giovedì sera subito dopo Junior MasterChef ed Hell's Kitchen. Il 15 maggio 2014 va in diretta una puntata speciale del programma con il meglio di tutti i momenti della stagione.
| Puntata       | Data           | Telespettatori | Share | Ospiti                                                                   |
| ------------- | -------------- | -------------- | ----- | ------------------------------------------------------------------------ |
| 1             | 27 marzo 2014  | 205 000        | 1,02% | Sergio Castellitto, Ambra Angiolini, Edoardo Leo, Javier Zanetti         |
| 2             | 3 aprile 2014  | 174 349        | –     | Emma Marrone, Federica Pellegrini, Valentino Rossi, Alessandro Borghese  |
| 3             | 10 aprile 2014 | 180 410        | –     | Sara Errani, Emis Killa, Carlo Cracco, Mika                              |
| 4             | 17 aprile 2014 | 187 557        | –     | Marco Mengoni, Gianluca Vialli, Vanessa Incontrada                       |
| 5             | 24 aprile 2014 | 179 085        | –     | Geppi Cucciari, Francesco Renga, Alessandra Mastronardi, Marco Belinelli |
| 6             | 1 maggio 2014  | 206 972        | –     | Francesca Michielin, Geppi Cucciari, Luca e Paolo                        |
| 7             | 8 maggio 2014  | 127 265        | –     | Fabio Caressa, Negramaro, Cristiana Capotondi                            |
| 8 - Il meglio | 15 maggio 2014 | 100 823        | –     | Montaggio dei migliori momenti della stagione                            |
| Media         | Media          | 180 091        |       |                                                                          |

### Seconda stagione (2015)
Il 29 gennaio 2015 debutta in seconda serata la seconda stagione televisiva del programma
Il 19 marzo 2015 il programma raggiunge un record d'ascolti sfiorando i 340 000 telespettatori. Il dato aumenta a 383 000 telespettatori con la versione +1 di Sky Uno. Tra gli ospiti della puntata Lorenzo Fragola, vincitore di X Factor.
| Puntata                       | Data             | Telespettatori | Share | Ospiti                                                              |
| ----------------------------- | ---------------- | -------------- | ----- | ------------------------------------------------------------------- |
| 1                             | 29 gennaio 2015  | 297 520        | 1,64% | Carlo Cracco, Cesare Cremonini, Maccio Capatonda, Herbert Ballerina |
| 2                             | 5 febbraio 2015  | 189 159        | –     | Subsonica, Claudio Marchisio                                        |
| 3                             | 12 febbraio 2015 | 120 488        | –     | Benedetta Parodi, Marracash                                         |
| 4                             | 19 febbraio 2015 | 290 000        | –     | Francesco De Gregori, Lodovica Comello                              |
| 5                             | 26 febbraio 2015 | 251 882        | –     | Luca Argentero, Fedez                                               |
| 6                             | 5 marzo 2015     | 292 618        | –     | Carmen Consoli, Mara Maionchi                                       |
| 7                             | 12 marzo 2015    | 224 359        | –     | Valentina Lodovini, Elisabetta Canalis, The Bloody Beetroots        |
| 8                             | 19 marzo 2015    | 338 000        | 1,68% | Miriam Leone, Fabrizio Biggio e Francesco Mandelli, Lorenzo Fragola |
| 9                             | 26 marzo 2015    | 330 829        | –     | J-Ax, Siniša Mihajlović                                             |
| 10                            | 2 aprile 2015    | 366 373        | –     | Albertino, Nek, Pif, Stefano Callegaro                              |
| 11                            | 9 aprile 2015    | 263 348        | –     | Gianmarco Pozzecco, Malika Ayane, Andrea Lo Cicero                  |
| 12                            | 16 aprile 2015   | 265 386        | –     | Roberto Mancini, Marco Mengoni, Geppi Cucciari                      |
| 13 - È poi c'è stato Cattelan | 23 aprile 2015   | 158 267        | –     | Montaggio dei migliori momenti della stagione                       |
| Media                         | Media            | 269 163        |       |                                                                     |

### Terza stagione (2016)
La terza stagione è iniziata il 28 gennaio 2016 e per la prima volta lo studio è rinnovato completamente. Il pubblico viene ora disposto su delle gradinate dinnanzi al palco, mentre fino all'anno precedente era seduto o in piedi ai lati del conduttore. Il programma va in diretta in seconda serata.
| Puntata        | Data             | Telespettatori | Share | Ospiti                                                                  |
| -------------- | ---------------- | -------------- | ----- | ----------------------------------------------------------------------- |
| 1              | 28 gennaio 2016  | 244 000        | 1,72% | Cesare Cremonini, Francesco Mandelli, Max Pezzali                       |
| 2              | 4 febbraio 2016  | 363 000        | 2,50% | Carlo Verdone, Antonio Albanese, Roberta Vinci                          |
| 3              | 11 febbraio 2016 | 152 000        | 0,94% | Valerio Mastandrea, Marco Giallini, Alice Sabatini                      |
| 4              | 18 febbraio 2016 | 318 255        | 2,15% | Fabio De Luigi, Francesco De Gregori, Ben Stiller                       |
| 5              | 25 febbraio 2016 | 284 000        | 1.96% | Benji & Fede, Claudio Santamaria                                        |
| 6              | 3 marzo 2016     | 297 200        | 1,61% | Arisa, Frank Matano                                                     |
| 7              | 10 marzo 2016    | 86 000         | 0.50% | Luisa Ranieri, Valentina Diouf, Maurizia Cacciatori, I Cani             |
| 8              | 17 marzo 2016    | 185 416        | –     | Elio e le Storie Tese, Fabio Volo, Giò Sada                             |
| 9              | 24 marzo 2016    | 191 000        | 0.83% | Ambra Angiolini, Patty Pravo, Guido Meda, The Stig                      |
| 10             | 31 marzo 2016    | 243 390        | –     | Natalie Imbruglia, Alessandro Florenzi, Giò Sada                        |
| 11             | 7 aprile 2016    | 162 630        | –     | The Kolors, Stefano Accorsi, Matilda De Angelis, Salmo                  |
| 12             | 14 aprile 2016   | 227 321        | –     | Marco Mengoni, Leonardo Bonucci                                         |
| 13             | 21 aprile 2016   | 120 000        | 0.40% | Zerocalcare, Mika, Annalisa                                             |
| 14             | 28 aprile 2016   | 183 253        | –     | Francesca Michielin, Caterina Balivo, Alessandro Borghi, Luca Marinelli |
| 15             | 5 maggio 2016    | 228 149        | –     | Jake La Furia, Nina Zilli, Giò Sada                                     |
| 16             | 12 maggio 2016   | 118 000        | 0.75% | Marco D'Amore, Salvatore Esposito, Favij, Alessandra Amoroso            |
| 17             | 19 maggio 2016   | 141 000        | –     | Jack Savoretti, Christian Vieri                                         |
| 18             | 26 maggio 2016   | 118 000        | –     | Maccio Capatonda, Danilo Gallinari, Laura Pausini, Moses, Giò Sada      |
| 19 - Il meglio | 2 giugno 2016    | –              | –     | Montaggio dei migliori momenti della stagione                           |
| Media          | Media            | 203 478        |       |                                                                         |

### Quarta stagione (2017)
La quarta stagione debutta su Sky Uno giovedì 16 febbraio 2017. Da questa stagione il programma viene trasmesso in diretta quotidianamente da lunedì a giovedì in seconda serata con una puntata inedita di una durata circa di 30 minuti, mentre il venerdì viene proposto "E poi c'è Cattelan - Best Of" con il meglio della settimana, con la stessa durata.
Da questa edizione il logo della trasmissione ha subito un rinnovamento grafico e viene introdotta una sigla finale del programma che non era mai stata presente nelle edizioni precedenti. Scompaiono dalla scrivania i calzini, che appaiono solamente durante la prima puntata e vengono inseriti oggetti vari di color oro ed argento, mentre dall'ottava puntata vengono inseriti all'interno della scrivania degli orsetti gommosi. Cambia anche la scenografia dello studio dalla seconda puntata.
Il 10 marzo 2017, il programma viene replicato in chiaro su TV8 in terza serata (da mezzanotte), con il "Best of" della settimana appena trascorsa.
Le puntate comprese tra la 19 e la 22, non sono puntate inedite ma vengono proposte le interviste più belle a vari attori del Cinema italiano, in occasione dell'evento David di Donatello 2017, che per il secondo anno consecutivo sarà targato Sky Italia ed il volto dell'evento sarà nuovamente Alessandro Cattelan. Sempre in occasione di questo evento, lunedì 27 marzo 2017 la trasmissione non viene trasmessa.
| Puntata      | Data             | Sky Uno                              | Sky Uno                              | Ospiti |
| Puntata      | Data             | Telespettatori                       | Share                                | |
| ------------ | ---------------- | ------------------------------------ | ------------------------------------ | --- |
| 1            | 16 febbraio 2017 | 335 000                              | 2,50%                                | Robbie Williams, Cesare Cremonini, Beatrice Vio |
| 2            | 17 febbraio 2017 | –                                    | –                                    | Paola Cortellesi, Benji & Fede |
| 3            | 20 febbraio 2017 | –                                    | –                                    | Francesco Gabbani, Frank Matano |
| 4            | 21 febbraio 2017 | –                                    | –                                    | Marco Giallini, Alessandro Gassmann, Soul System |
| 5            | 22 febbraio 2017 | –                                    | –                                    | Beatrice Vio, Daniele Adani, Francesca Baraghini, Birthh                                                                                                  |
| 6            | 23 febbraio 2017 | 306 000                              | 2,12%                                | Maccio Capatonda, Herbert Ballerina, Jack Savoretti |
| 1 - Best of  | 24 febbraio 2017 | –                                    | –                                    | Montaggio dei migliori momenti della settimana |
| 7            | 27 febbraio 2017 | –                                    | –                                    | Alejandro Gómez, Paola Turci |
| 8            | 28 febbraio 2017 | –                                    | –                                    | Fabio Rovazzi, Brunori Sas |
| 9            | 1 marzo 2017     | –                                    | –                                    | Bruno Barbieri, Guido Meda |
| 10           | 2 marzo 2017     | 290 000                              | 1,90%                                | Roberto Gagliardini, Katia Follesa |
| 2 - Best of  | 3 marzo 2017     | –                                    | –                                    | Montaggio dei migliori momenti della settimana |
| 11           | 6 marzo 2017     | –                                    | –                                    | Giorgio Chiellini, Isabella Ragonese |
| 12           | 7 marzo 2017     | –                                    | –                                    | Elio Germano, Fabio De Luigi, Alessio Bernabei |
| 13           | 8 marzo 2017     | –                                    | –                                    | Manuel Agnelli, Cosmo |
| 14           | 9 marzo 2017     | 372 000                              | 2,84%                                | Martina Stoessel, Jake La Furia |
| 3 - Best of  | 10 marzo 2017    | –                                    | –                                    | Montaggio dei migliori momenti della settimana |
| 15           | 13 marzo 2017    | –                                    | –                                    | Sergio Castellitto, Dargen D'Amico |
| 16           | 14 marzo 2017    | –                                    | –                                    | Filippo Magnini, Michele Bravi |
| 17           | 15 marzo 2017    | –                                    | –                                    | Chiara Galiazzo, Samuel |
| 18           | 16 marzo 2017    | 373 000                              | 2,36%                                | James Blunt, Valerio Braschi |
| 4 - Best of  | 17 marzo 2017    | –                                    | –                                    | Montaggio dei migliori momenti della settimana |
| 19           | 20 marzo 2017    | –                                    | –                                    | Montaggio delle interviste già andate in onda precedentemente di: Carlo Verdone, Antonio Albanese, Marco Giallini, Valerio Mastandrea, Claudio Santamaria |
| 20           | 21 marzo 2017    | –                                    | –                                    | Montaggio delle interviste già andate in onda precedentemente di: Maccio Capatonda, Herbert Ballerina, Miriam Leone, Alessandro Borghi, Luca Marinelli    |
| 21           | 22 marzo 2017    | –                                    | –                                    | Montaggio delle interviste già andate in onda precedentemente di: Fabio De Luigi, Ambra Angiolini, Edoardo Leo                                            |
| 22           | 23 marzo 2017    | –                                    | –                                    | Montaggio delle interviste già andate in onda precedentemente di: Marco D'Amore, Salvatore Esposito                                                       |
| 5 - Best of  | 24 marzo 2017    | Ascolto relativo al passaggio su TV8 | Ascolto relativo al passaggio su TV8 | Montaggio dei migliori momenti della settimana |
| 5 - Best of  | 24 marzo 2017    | 178 000                              | 2,50%                                | Montaggio dei migliori momenti della settimana |
| 23           | 28 marzo 2017    | –                                    | –                                    | Elena Santarelli, Soul System |
| 24           | 29 marzo 2017    | –                                    | –                                    | Diletta Leotta, Levante |
| 25           | 30 marzo 2017    | –                                    | –                                    | Ivan Zaytsev, Ed Sheeran, Angela e Marianna Fontana |
| 6 - Best of  | 31 marzo 2017    | Ascolto relativo al passaggio su TV8 | Ascolto relativo al passaggio su TV8 | Montaggio dei migliori momenti della settimana |
| 6 - Best of  | 31 marzo 2017    | 236 000                              | 3,10%                                | Montaggio dei migliori momenti della settimana |
| 26           | 3 aprile 2017    | –                                    | –                                    | Ricky Memphis, Francesco Montanari |
| 27           | 4 aprile 2017    | –                                    | –                                    | Luca Argentero, Giorgio Poi |
| 28           | 5 aprile 2017    | –                                    | –                                    | Kasia Smutniak, Lorella Cuccarini |
| 29           | 6 aprile 2017    | –                                    | –                                    | Christian Vieri |
| 7 - Best of  | 7 aprile 2017    | Ascolto relativo al passaggio su TV8 | Ascolto relativo al passaggio su TV8 | Montaggio dei migliori momenti della settimana |
| 7 - Best of  | 7 aprile 2017    | 161 000                              | 2,30%                                | Montaggio dei migliori momenti della settimana |
| 30           | 10 aprile 2017   | –                                    | –                                    | Lodovica Comello, Kat Von D |
| 31           | 11 aprile 2017   | –                                    | –                                    | Margherita Buy, Nek |
| 32           | 12 aprile 2017   | –                                    | –                                    | Pierfrancesco Favino |
| 33           | 13 aprile 2017   | –                                    | –                                    | Kasabian, Baby K |
| 8 - Best of  | 14 aprile 2017   | Ascolto relativo al passaggio su TV8 | Ascolto relativo al passaggio su TV8 | Montaggio dei migliori momenti della settimana |
| 8 - Best of  | 14 aprile 2017   | 173 000                              | 3,50%                                | Montaggio dei migliori momenti della settimana |
| 34           | 17 aprile 2017   | –                                    | –                                    | Anna Tatangelo, Rossella Fiamingo |
| 35           | 18 aprile 2017   | –                                    | –                                    | Stefano Accorsi, Clementino |
| 36           | 19 aprile 2017   | –                                    | –                                    | Sofia Goggia, Marco Belinelli |
| 37           | 20 aprile 2017   | –                                    | –                                    | Andrea Belotti, Matilde Gioli |
| 9 - Best of  | 21 aprile 2017   | Ascolto relativo al passaggio su TV8 | Ascolto relativo al passaggio su TV8 | Montaggio dei migliori momenti della settimana |
| 9 - Best of  | 21 aprile 2017   | 199 000                              | 3,20%                                | Montaggio dei migliori momenti della settimana |
| 38           | 24 aprile 2017   | –                                    | –                                    | Federica Nargi, Alessandro Matri |
| 39           | 25 aprile 2017   | –                                    | –                                    | Tommaso Paradiso, Francesco Mandelli |
| 40           | 26 aprile 2017   | –                                    | –                                    | Eto'o, Jack Savoretti |
| 41           | 27 aprile 2017   | –                                    | –                                    | Gabry Ponte, Giacomo Mazzariol |
| 10 - Best of | 28 aprile 2017   | Ascolto relativo al passaggio su TV8 | Ascolto relativo al passaggio su TV8 | Montaggio dei migliori momenti della settimana |
| 10 - Best of | 28 aprile 2017   | 146 000                              | 3,00%                                | Montaggio dei migliori momenti della settimana |
| 42           | 01 maggio 2017   | –                                    | –                                    | Montaggio dei migliori momenti della settimana |
| 43           | 02 maggio 2017   | –                                    | –                                    | Luca Toni, Tea Falco |
| 44           | 03 maggio 2017   | –                                    | –                                    | Federica Pellegrini, Alessandro Roja |
| 45           | 04 maggio 2017   | –                                    | –                                    | Fabri Fibra, Laïoung |
| 11 - Best of | 05 maggio 2017   | –                                    | –                                    | Montaggio dei migliori momenti della settimana |

### Quinta stagione (2018)
La quinta stagione è andata in onda su Sky Uno da lunedì 22 gennaio a venerdì 27 marzo 2018. Le registrazioni sono iniziate il 18 gennaio, sempre dello stesso anno. Lo studio ha visto un rinnovamento dello stile e della scenografia e l'inserimento di un plastico che cambia forma con i principali monumenti di Milano alle spalle della scrivania, al cui interno è presente la scritta luminosa #EPCC (l'hashtag del programma). Anche la sedia dell'ospite è stata modificata: infatti, rispetto alle edizioni precedenti, era di color giallo. Le puntate in onda dal 6 al 10 febbraio si sono scontrate con il 68º Festival di Sanremo.
Quest'anno il Best of è andato in onda su TV8 solamente domenica 4 febbraio, sempre in seconda serata.
| Puntata      | Data             | Telespettatori                       | Share                                | Ospiti                                                                            |
| ------------ | ---------------- | ------------------------------------ | ------------------------------------ | --------------------------------------------------------------------------------- |
| 1            | 22 gennaio 2018  | –                                    | –                                    | Ghali Cesare Cremonini, Diletta Leotta, Alejandro Gómez (anteprima della puntata) |
| 2            | 23 gennaio 2018  | –                                    | –                                    | Måneskin                                                                          |
| 3            | 24 gennaio 2018  | –                                    | –                                    | Frank Matano, Massimo Popolizio                                                   |
| 4            | 25 gennaio 2018  | –                                    | –                                    | Fabio Rovazzi, Regina Baresi                                                      |
| 1 - Best of  | 26 gennaio 2018  | –                                    | –                                    | Montaggio dei migliori momenti della settimana                                    |
| 5            | 29 gennaio 2018  | –                                    | –                                    | Bruno Vespa                                                                       |
| 6            | 30 gennaio 2018  | –                                    | –                                    | Emma Marrone                                                                      |
| 7            | 31 gennaio 2018  | –                                    | –                                    | Francesca Michielin, Sarah Felberbaum                                             |
| 8            | 1 febbraio 2018  | 234 000                              | 1,90%                                | Elettra Lamborghini, Ruggero Pasquarelli                                          |
| 2 - Best of  | 2 febbraio 2018  | –                                    | –                                    | Montaggio dei migliori momenti della settimana                                    |
| 2 - Best of  | 4 febbraio 2018  | Ascolto relativo al passaggio su TV8 | Ascolto relativo al passaggio su TV8 | Montaggio dei migliori momenti della settimana                                    |
| 2 - Best of  | 4 febbraio 2018  | 221 000                              | 1,90%                                | Montaggio dei migliori momenti della settimana                                    |
| 9            | 5 febbraio 2018  | –                                    | –                                    | Giorgio Mastrota, Greta Scarano                                                   |
| 10           | 6 febbraio 2018  | –                                    | –                                    | Beatrice Venezi, Antonia Klugmann                                                 |
| 11           | 7 febbraio 2018  | –                                    | –                                    | Jake La Furia, Yombe                                                              |
| 12           | 8 febbraio 2018  | –                                    | –                                    | Sfera Ebbasta                                                                     |
| 3 - Best of  | 9 febbraio 2018  | –                                    | –                                    | Montaggio dei migliori momenti della settimana                                    |
| 13           | 12 febbraio 2018 | –                                    | –                                    | Gerry Scotti                                                                      |
| 14           | 13 febbraio 2018 | –                                    | –                                    | Milena Gabanelli, Carl Brave x Franco126                                          |
| 15           | 14 febbraio 2018 | –                                    | –                                    | Giulia Bevilacqua, Ambra Garavaglia                                               |
| 16           | 15 febbraio 2018 | –                                    | –                                    | Pierfrancesco Favino                                                              |
| 4 - Best of  | 16 febbraio 2018 | –                                    | –                                    | Montaggio dei migliori momenti della settimana                                    |
| 17           | 19 febbraio 2018 | –                                    | –                                    | Zerocalcare, Lorenzo Licitra                                                      |
| 18           | 20 febbraio 2018 | –                                    | –                                    | Jean-Paul Gaultier                                                                |
| 19           | 21 febbraio 2018 | –                                    | –                                    | Noemi, Salvatore Aranzulla                                                        |
| 20           | 22 febbraio 2018 | –                                    | –                                    | Pierluigi Collina, Frah Quintale                                                  |
| 5 - Best of  | 23 febbraio 2018 | –                                    | –                                    | Montaggio dei migliori momenti della settimana                                    |
| 21           | 26 febbraio 2018 | –                                    | –                                    | Annalisa, Gabriel Garko                                                           |
| 22           | 27 febbraio 2018 | –                                    | –                                    | Matilda Lutz, Francesco Motta                                                     |
| 23           | 28 febbraio 2018 | –                                    | –                                    | Cristiana Capotondi, Nazionale di curling maschile dell'Italia                    |
| 24           | 1 marzo 2018     | –                                    | –                                    | Carlo Lucarelli, Benji & Fede                                                     |
| 6 - Best of  | 2 marzo 2018     | –                                    | –                                    | Montaggio dei migliori momenti della settimana                                    |
| 25           | 5 marzo 2018     | –                                    | –                                    | Silvio Muccino, Levante                                                           |
| 26           | 6 marzo 2018     | –                                    | –                                    | Caparezza, Simone Bianchi                                                         |
| 27           | 7 marzo 2018     | –                                    | –                                    | Pio e Amedeo                                                                      |
| 28           | 8 marzo 2018     | –                                    | –                                    | Arianna Fontana e Lodovica Comello                                                |
| 7 - Best of  | 9 marzo 2018     | –                                    | –                                    | Montaggio dei migliori momenti della settimana                                    |
| 29           | 12 marzo 2018    | –                                    | –                                    | Andrea Delogu, Martín Castrogiovanni                                              |
| 30           | 13 marzo 2018    | –                                    | –                                    | Gianluigi Donnarumma, Fabio Borini, Elio e le Storie Tese                         |
| 31           | 14 marzo 2018    | –                                    | –                                    | Roberto Burioni, Nicola Berti                                                     |
| 32           | 15 marzo 2018    | –                                    | –                                    | Miriam Leone, Coma Cose                                                           |
| 8 - Best of  | 16 marzo 2018    | –                                    | –                                    | Montaggio dei migliori momenti della settimana                                    |
| 33           | 19 marzo 2018    | –                                    | –                                    | Leonardo Nascimento de Araújo                                                     |
| 34           | 20 marzo 2018    | –                                    | –                                    | Edoardo Leo, Margherita Buy, Giuseppe Battiston, Giulia Michelini                 |
| 35           | 21 marzo 2018    | –                                    | –                                    | Bruno Barbieri, Baustelle                                                         |
| 36           | 22 marzo 2018    | –                                    | –                                    | Rupert Everett, Enrico Nigiotti                                                   |
| 9 - Best of  | 23 marzo 2018    | –                                    | –                                    | Montaggio dei migliori momenti della settimana                                    |
| 37           | 26 marzo 2018    | –                                    | –                                    | Sofia Goggia, Riccardo Pozzoli                                                    |
| 38           | 27 marzo 2018    | –                                    | –                                    | Cecilia Zandalasini, Amanda Lear                                                  |
| 39           | 28 marzo 2018    | –                                    | –                                    | Claudio Bisio, Martín Castrogiovanni                                              |
| 40           | 29 marzo 2018    | –                                    | –                                    | Andrea Pirlo, Calcutta                                                            |
| 10 - Best of | 30 marzo 2018    | –                                    | –                                    | Montaggio dei migliori momenti della settimana                                    |

### Sesta stagione (2019)
La sesta stagione è andata in onda sempre su Sky Uno da giovedì 11 aprile al 30 maggio 2019 per un totale di 8 puntate. Il programma, dopo la fine di Masterchef, ha occupato la fascia della prima serata, proprio come accadde qualche mese prima con lo spin off "a teatro". Lo studio di registrazione è lo Studio Broadway dei Jedi Studios di Milano, abbandonando dunque lo Studio 2 di Sky, a Rogoredo.
Questo "abbandono", viene chiarito in maniera più evidente, nella prefazione andata in onda prima della prima puntata della nuova edizione. Dove Cattelan, Marco Villa e l'amico Argentino, interpretano i "Guestbuster", parodia del film "Ghostbuster", i quali, danno la caccia ai fantasmi dei vip che son stati protagonisti nel corso delle varie edizioni precedenti, e che risiedono all'interno del complesso da dove il programma è stato registrato per ben 5 stagioni.
La scenografia di questa edizione è completamente rinnovata: infatti, lo studio è stato "ereditato" dallo spin off, andato in onda nel settembre 2018, con solamente qualche modifica.
Anche in questa edizione, affiancano il conduttore l'autore Marco Villa e la band Street Clerks.
Nella settimana compresa tra il 1º ed il 5 aprile, è stata registrata l'intervista a Jimmy Fallon, direttamente negli studi del suo Tonight Show with Jimmy Fallon, a New York.
| Puntata     | Data           | Telespettatori | Share | Ospiti                                             |
| ----------- | -------------- | -------------- | ----- | -------------------------------------------------- |
| 1           | 11 aprile 2019 | 163 000        | 0,6%  | Marco Mengoni, Jimmy Fallon                        |
| 2           | 18 aprile 2019 | 129 000        | 0,5%  | Antonio Conte, Antonella Clerici                   |
| 3           | 25 aprile 2019 | 106 000        | 0,5%  | Paola Cortellesi, Calcutta                         |
| 4           | 2 maggio 2019  | 149 000        | 0,6%  | Enrico Mentana, Salvatore Esposito, Arturo Muselli |
| 5           | 9 maggio 2019  | 128 000        | 0,5%  | Alessandro Borghi, Giorgio Locatelli, Salmo        |
| 6           | 16 maggio 2019 | 156 000        | 0,6%  | Gianluigi Buffon, Chadia Rodríguez                 |
| 7           | 23 maggio 2019 | 168 000        | 0,7%  | Alberto Tomba, Paolo Nespoli                       |
| Media       | Media          | 142 000        | 0,57% |                                                    |
| 8 - Best of | 30 maggio 2019 | 40 000         | 0,2%  | Montaggio dei migliori momenti della stagione      |

### Settima stagione (2020)
Il 10 febbraio 2020, tramite un post sul suo account Instagram, il conduttore Alessandro Cattelan annuncia l'inizio di un nuovo ciclo di puntate che sarebbe dovuta cominciare martedì 24 marzo, ma vista la grave situazione della pandemia di COVID-19 in Italia, il programma è stato sostituito da uno spin-off, chiamato E poi c'è Cattelan Alive, tre puntate pubblicate martedì 17, 26 e 31 marzo 2020 alle 21:00 su tutte le piattaforme social della trasmissione e di Sky Uno. La prima puntata è stata vista mediamente oltre 2 milioni e mezzo di volte.
Il 28 marzo 2020, sempre tramite un ennesimo post su Instagram, il conduttore ha ufficializzato l'inizio del programma su Sky Uno, martedì 7 aprile, in prima serata. Per la prima volta nella storia del programma, questa edizione andrà in onda in diretta e senza pubblico in studio, a sostituzione saranno in collegamento le classi quinte di alcuni licei d'Italia, nella terza puntata ci sono stati alcuni ragazzi partecipanti ai Casting di X Factor 14, nella quarta alcuni infermieri dell'Ospedale Niguarda di Milano, nella quinta i calciatori dell'AC Monza, nella sesta alcuni ragazzi di Fridays for Future, nella settima alcuni rappresentanti di Milano Pride, nella ottava alcuni chef italiani che fanno parte dell'associazione Chef d'Italia di New York. nella nona alcuni componenti dell'Associazione Nazionale Alpini, chiamati per assumere le vesti del "pubblico virtuale". La stagione si è conclusa il 23 giugno 2020.
Per limitare anche gli spostamenti degli ospiti, nelle puntate in onda durante il lockdown dovuto all'emergenza sanitaria, in studio vi son stati sempre presenti solo due ospiti per puntata, residenti nella zona limitrofa di Milano e molteplici, invece, in collegamento.
Durante la decima puntata per la prima volta, sono stati annunciati in diretta i quattro nomi dei nuovi giudici di X Factor 14.
| Puntata | Data           | Telespettatori | Share | Ospiti in studio                              | Ospiti in collegamento |
| ------- | -------------- | -------------- | ----- | --------------------------------------------- | --- |
| 1       | 7 aprile 2020  | 157 000        | 0,5%  | Linus, Elodie                                 | Jo Squillo, Annalisa, Martin Castrogiovanni, Shade, Leo Gassman, Alessandro Matri, Fabio Caressa, Paolo Nespoli, Federica Nargi, Jake La Furia, Ivan Zaytsev |
| 2       | 15 aprile 2020 | 114 000        | 0,4%  | Jo Squillo, Imen Jane                         | Michael Stipe, Alessandro Borghi, Sottotono |
| 3       | 21 aprile 2020 | 218 000        | 0,7%  | Geppi Cucciari, David Puente                  | Antonino Cannavacciuolo, Dua Lipa, Giulia Valentina, Martín Castrogiovanni, Jake La Furia, Ivan Zaytsev                                                      |
| 4       | 26 aprile 2020 | 126 000        | 0,4%  | Federica Brignone, Lella Costa                | Fabio Fognini, Banda musicale strumentale di Affori |
| 5       | 5 maggio 2020  | 132 000        | 0,5%  | Benji & Fede, Sandro Piccinini                | Bella Thorne, Paola Di Benedetto |
| 6       | 12 maggio 2020 | 168 000        | 0,4%  | Stefano Boeri                                 | Fabio Rovazzi (successivamente in studio per il finale della puntata)                                                                                        |
| 7       | 19 maggio 2020 | 156 000        | 0,6%  | Asia Argento, Ilaria D'Amico                  | Attuali e alcuni ex calciatori dell'Inter del Triplete |
| 8       | 26 maggio 2020 | 130 000        | 0,5%  | Francesco Pannella, Charles Leclerc           | Andy García |
| 9       | 2 giugno 2020  | 81 000         | 0,3%  | Max Pezzali, Lodo Guenzi, Cristina Parodi     | Giorgio Gori |
| 10      | 9 giugno 2020  | 146 000        | 0,5%  | Emma Marrone, Manuel Agnelli, Hell Raton      | Spike Lee, Mika |
| 11      | 16 giugno 2020 | 108 000        | 0,4%  | Luca Argentero, Cristiana Girelli, Sara Gama  | - |
| 12      | 23 giugno 2020 | 121 000        | 0,5%  | Cesare Cremonini, Luciana Littizzetto         | - |
| Media   | Media          | 138 000        | 0,4%  |                                               | |
| Best of | 30 giugno 2020 | 10.229         | 0,05% | Montaggio dei migliori momenti della stagione | Montaggio dei migliori momenti della stagione |

## Riconoscimenti
- 2018 - Premio Flaiano[83]
  - Miglior conduzione ad Alessandro Cattelan

## Spin-off

### E poi c'è Cattelan a teatro (2018)
E poi c'è Cattelan a teatro è stato il primo spin-off della trasmissione e va in onda da martedì 25 settembre 2018, in prima serata, sempre su Sky Uno.
Come si evince dal titolo, per la prima volta il programma si sposta dallo Studio 2 di Sky al Teatro Franco Parenti di Milano.
Affiancheranno il conduttore, anche in questa versione, l'autore Marco Villa e la band Street Clerks.

#### Puntate

##### Prima stagione (autunno 2018)
La prima stagione, viene trasmessa ogni martedì, dal 25 settembre, in prima serata, su Sky Uno.
| Puntata | Data              | Telespettatori | Share | Ospiti                                                                    |
| ------- | ----------------- | -------------- | ----- | ------------------------------------------------------------------------- |
| 1       | 25 settembre 2018 | –              | 0,36% | Tommaso Paradiso, Valerio Mastandrea, Emily Ratajkowski                   |
| 2       | 2 ottobre 2018    | –              | –     | Elisabetta Canalis, Chiara Ferragni, Roberto Mancini                      |
| 3       | 9 ottobre 2018    | 148 000        | 0,60% | Monica Cirinnà, Valerio Mastandrea, Nicolò Mirra                          |
| 4       | 16 ottobre 2018   | 155 000        | 0,60% | Elettra Lamborghini, Salmo, Benji & Fede                                  |
| 5       | 23 ottobre 2018   | 85 000         | 0,30% | Andrea Bocelli, Quentin40, Achille Lauro, Boss Doms, Alessandro Del Piero |
| 6       | 30 ottobre 2018   | –              | –     | Gué Pequeno, Riccardo Sabatini, Roberto Saviano                           |

### E poi c'è Cattelan Alive (2020)
E poi c'è Cattelan Alive è stato il secondo spin-off della trasmissione, nato nel periodo in cui in Italia si è verificata la pandemia di COVID-19.
Il programma, per la prima volta viene trasmesso solo sulle piattaforme social del programma e di Sky Uno. La puntata pilota è stata pubblicata alle 21:00 di martedì 17 marzo 2020, a questa seguono 2 ulteriori puntate il 24 e 31 marzo.

#### Il format
La trasmissione mantiene la stessa formula del programma originale. Vi sono l'autore Marco Villa e la band Street Clerks ed ovviamente gli ospiti, tutti però in collegamento da casa tramite video chiamata, incluso anche il conduttore.

#### Ospiti
| Puntata | Data          | Ospiti                                                  |
| ------- | ------------- | ------------------------------------------------------- |
| 1       | 17 marzo 2020 | Federica Pellegrini, Valerio Mastandrea                 |
| 2       | 24 marzo 2020 | Mika, Giorgio Locatelli, Anna                           |
| 3       | 31 marzo 2020 | Robbie Williams, Alessandro Del Piero, Paolo Sorrentino |